# Station Chotyłów
Station Chotyłów is een spoorwegstation in de Poolse plaats Chotyłów.